# آلفا صلیب
آلفا صلیب یک ستاره است که در صورت فلکی چلیپا قرار دارد.
آلفا صلیب یک غول است و چند برابر خورشید ما است.